# Varför gick kycklingen över vägen?

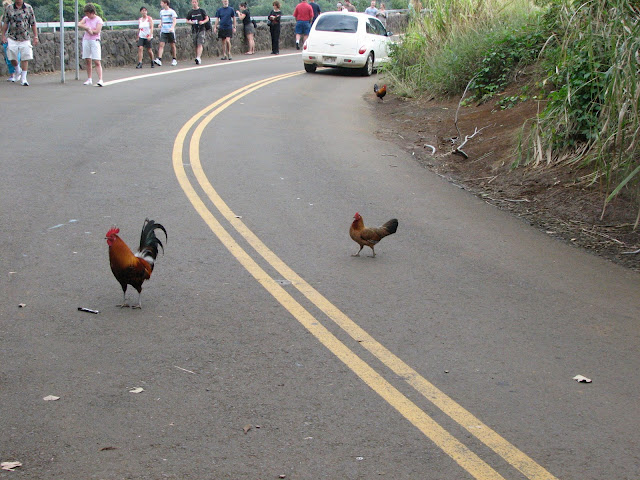
Varför gick kycklingen över vägen?

"Varför gick kycklingen över vägen?" (på engelska: "Why did the chicken cross the road?") är en vanlig gåta och skämt. Svaret är: "För att komma till andra sidan." Vissa tolkningar nämner det som ett exempel på anti-humor, för att gåtan/skämtet är ett simpelt påstående av fakta. Andra, däremot, har tagit "den andra sidan" att idiomatiskt hänvisa till himlen eller ett liv efter detta, i och med att en kyckling som korsar vägen kommer sannolikt att bli överkörd och dödad av en bil. Gåtan/skämtet har upprepats och förändrats många gånger under historien.
Gåtan/skämtet publicerades 1847 i en New York-tidning vid namn The Knickerbocker.

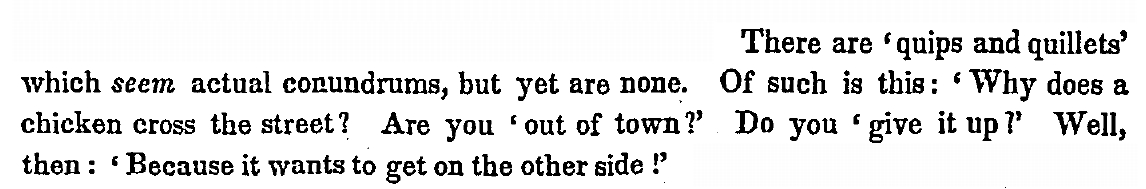
En version från 1847.